# Raspberry Pi
Raspberry Pi (Raspberi paj) je single-board kompjuter veličine kreditne kartice koji je razvila u Ujedinjenom Kraljevstvu (Engleska) Fondacija Raspberry Pi sa namerom da promoviše i uči osnove informatike u školama i zemljama u razvoju. Originalni modeli Raspberry Pi i Raspberry Pi 2 modeli su proizvedeni u više različitih konfiguracija preko licencnih sporazuma za proizvodnju sa Newark element14 (Premier Farnell),RS Components i Egoman. Hardver je isti kod svih proizvođača. Nekoliko generacija modela Raspberry Pi modela je već izašlo na tržište. Prva generacija ( Pi 1) izbačena je u februaru 2012. kao osnovni model A i specifičniji model B. Modeli A+ i B+ izašli su godinu dana kasnije. Raspberry Pi 2 model B izbačen je u februaru 2015,a Raspberry Pi 3 model B u februaru 2016. Vrednost ovih ploča je između 20 i 35 US$. Pi Zero sa manjom štampanom pločom i ograničenim IO (GPIO) mogućnostima izbačena je u novembru 2015. u vrednosti od 5 US$. Svi modeli imaju Broadcom sistem čip koji podrazumeva ARM kompatibilni CPU i ugrađeni čip GPU (a VideoCore IV). CPU dostiže brzinu od 700 MHz do 1.2 GHz za Pi 3, sa memorijom ploče u opsegu od 256 MB do 1 GB RAM.SD kartice se koriste za čuvanje operativnog sistema i programske memorije u ili SDHC ili MicroSDHC veličinama. Većina ploča ima između jednog i četiri slota, HDMI i video izlaz, kao i 3.5 mm audio džek. Low-level izlaz snabdeven je brojem GPIO pinova koji podržavaju zajedničke protokole kao sto je I2C. Neki modeli imaju RJ45 Ethernet port a Pi 3 ima na ploči WiFi 802.11n i Bluetooth.Pronalazači Raspberry-ja daju Debian i Arch Linux ARM (Linux distribucije) za besplatno preuzimanje i promovišu Python kao glavni programski jezik, sa podrškom za BBC BASIC i podrškom(za RISC OS), C (програмски језик), C++, Java, Perl, Ruby, Squeak i jos mnogo drugih.U Februaru 2016, Raspberry Pi osnivači su izjavili da su prodali preko 8 miliona uredjaja, i time postigli da budu najbolji prodavci personalnih računara u UK, pobedivši Amstrad PCW.

### 
Raspberry Pi 1 model B+ prvi put je pušten na tržište u februaru 2012. Početna cena bila je 25US$ (za modele A, B+), 20US$ (za model A+), 35US$ (za RPi 1 model B,RPi 2 model B, RPi 3), 30US$ (CM). Kao operativni sistem na raspolaganju su Linux (e.g. Raspbian), RISC OS,FreeBSD, NetBSD, Plan 9, Inferno,AROS. Koristi CPU 700 MHz single-core ARM1176JZF-S (za modele A, A+, B, B+, CM). Memorija od 256 MB (za modele A, A+ rev 1, B rev 1), 512 MB (za modele A+ rev 2, B rev 2, B+, CM ). Za skladištenje koristi SDHC slotove ( za modele A i B), MicroSDHCslotove (za modele A+ i B+), 4 GB eMMC IC čip (za model CM). Grafiku predstavlja Broadcom VideoCore IV. Snaga za napajanje ovih modela uključuje 1.5 W ( za model A), 1.0 W ( za model A+),3.5 W ( za model B), 3.0 W ( za model B+), ili 0.8 W (za model Zero)
Raspberry Pi 2 model B pušten na tržište u februaru 2015. Početna cena bila je 35US$.Operativni sistem na raspolaganju su svi operativni sistemi prethonika i Windows 10 IoT Core. Koristi 900 MHz quad-core ARM Cortex-A7. Memorija od 1GB. Za skladištenje koristi MicroSDHC slotove. Grafiku predstavlja Broadcom VideoCore IV.Snaga za napajanje ovog modela iznosi 4.0 W.
Raspberry Pi 3 model B je najnoviji model pušten na tržište u februaru 2016.Cena bila je 35US$. Kao operativni sistem na raspolaganju su : Raspbian,Ubuntu MATE,Snappy Ubuntu Core,Windows 10 IoT Core,RISC OS,Debian,Arch Linux ARM.
Koristi 1200 MHz quad-core ARM Cortex-A53 procesor.Poseduje memorija od 1GB. Za skladištenje koristi MicroSDHC slot kao i njegovi prethodnici.
Grafiku predstavlja Broadcom VideoCore IV ali na većim clock frekvencijama nego njegovi prethodnici koji su radili na 250 MHz.
Snaga za napajanje ovog modela iznosi 4.0W

### Raspberry Pi Zero
Raspberry Pi Zero model pušten na tržište u Novembru 2015.Cena ovog modela bila je 5US$.Operativni sistem na raspolaganju su svi operativni sistemi kao i kod Raspberry Pi 1 modela i sistem koji je ista kompanija optimizovala bas za Raspberry Pi uređaje-modele Linux (e.g. Raspbian).
Koristi 1000 MHz single-core ARM1176JZF-S. Memorija od 512 MB RAM.Za skladištenje koristi MicroSDHC slotove kao i svi prethodnici sto je postao i standard kod ovih uređaja.Snaga za napajanje ovog modela iznosi 0.8 W

### Specifikacije
|                      | Raspberry Pi 1 Model A | Raspberry Pi 1 Model A+ | Raspberry Pi 1 Model B | Raspberry Pi 1 Model B+ | Raspberry Pi 2 Model B | Raspberry Pi 3 Model B | Compute Module* | Raspberry Pi Zero |
| -------------------- | --- | --- | --- | --- | --- | --- | --- | --- |
| Datum izlaska        | Februar 2013 | Novembar 2014 | April–Jun 2012 | Jul 2014 | Februar 2015 | Februar 2016 | April 2014 | Novembar 2015 |
| Cena                 | US$25 | US$20 | US$35 | US$25 | US$35 | US$35 | US$30 (in batches of 100) | US$5 |
| SoC                  | Broadcom BCM2835 | Broadcom BCM2835 | Broadcom BCM2835 | Broadcom BCM2835 | Broadcom BCM2836 | Broadcom BCM2837 | Broadcom BCM2835 | Broadcom BCM2835 |
| CPU                  | 700 MHz jedno-jezgro ARM11 76JZF-S | 700 MHz jedno-jezgro ARM11 76JZF-S | 700 MHz jedno-jezgro ARM11 76JZF-S | 700 MHz jedno-jezgro ARM11 76JZF-S | četiri-jezgra ARM Cortex-A7 | 1.2 GHz 64-bit četiri-jezgra ARM Cortex-A53 | 700 MHz jedno-jezgro ARM11 76JZF-S | 1 GHz ARM1176JZF-S jedno-jezgro |
| GPU                  | Broadcom VideoCore IV @ 250 MHz (BCM2837: 3D part of GPU @ 300 MHz, video deo GPU @ 400 MHz) OpenGL ES 2.0 (BCM2835, BCM2836: 24 GFLOPS / BCM2837: 28.8 GFLOPS) MPEG-2 i VC-1 (with license),1080p30 H.264/MPEG-4 AVC high-profile decoder and encoder(BCM2837: 1080p60)      | Broadcom VideoCore IV @ 250 MHz (BCM2837: 3D part of GPU @ 300 MHz, video deo GPU @ 400 MHz) OpenGL ES 2.0 (BCM2835, BCM2836: 24 GFLOPS / BCM2837: 28.8 GFLOPS) MPEG-2 i VC-1 (with license),1080p30 H.264/MPEG-4 AVC high-profile decoder and encoder(BCM2837: 1080p60) | Broadcom VideoCore IV @ 250 MHz (BCM2837: 3D part of GPU @ 300 MHz, video deo GPU @ 400 MHz) OpenGL ES 2.0 (BCM2835, BCM2836: 24 GFLOPS / BCM2837: 28.8 GFLOPS) MPEG-2 i VC-1 (with license),1080p30 H.264/MPEG-4 AVC high-profile decoder and encoder(BCM2837: 1080p60)                                                              | Broadcom VideoCore IV @ 250 MHz (BCM2837: 3D part of GPU @ 300 MHz, video deo GPU @ 400 MHz) OpenGL ES 2.0 (BCM2835, BCM2836: 24 GFLOPS / BCM2837: 28.8 GFLOPS) MPEG-2 i VC-1 (with license),1080p30 H.264/MPEG-4 AVC high-profile decoder and encoder(BCM2837: 1080p60) | Broadcom VideoCore IV @ 250 MHz (BCM2837: 3D part of GPU @ 300 MHz, video deo GPU @ 400 MHz) OpenGL ES 2.0 (BCM2835, BCM2836: 24 GFLOPS / BCM2837: 28.8 GFLOPS) MPEG-2 i VC-1 (with license),1080p30 H.264/MPEG-4 AVC high-profile decoder and encoder(BCM2837: 1080p60) | Broadcom VideoCore IV @ 250 MHz (BCM2837: 3D part of GPU @ 300 MHz, video deo GPU @ 400 MHz) OpenGL ES 2.0 (BCM2835, BCM2836: 24 GFLOPS / BCM2837: 28.8 GFLOPS) MPEG-2 i VC-1 (with license),1080p30 H.264/MPEG-4 AVC high-profile decoder and encoder(BCM2837: 1080p60) | Broadcom VideoCore IV @ 250 MHz (BCM2837: 3D part of GPU @ 300 MHz, video deo GPU @ 400 MHz) OpenGL ES 2.0 (BCM2835, BCM2836: 24 GFLOPS / BCM2837: 28.8 GFLOPS) MPEG-2 i VC-1 (with license),1080p30 H.264/MPEG-4 AVC high-profile decoder and encoder(BCM2837: 1080p60) | Broadcom VideoCore IV @ 250 MHz (BCM2837: 3D part of GPU @ 300 MHz, video deo GPU @ 400 MHz) OpenGL ES 2.0 (BCM2835, BCM2836: 24 GFLOPS / BCM2837: 28.8 GFLOPS) MPEG-2 i VC-1 (with license),1080p30 H.264/MPEG-4 AVC high-profile decoder and encoder(BCM2837: 1080p60) |
| Memorija (SDRAM)     | 256 MB (deljeno sa GPU) | 256 MB (deljeno sa GPU) | 512 MB (deljeno sa GPU) od 15 Oktobra 2012. Starije ploče su imale 256 MB (deljeno sa GPU) | 512 MB (deljeno sa GPU) od 15 Oktobra 2012. Starije ploče su imale 256 MB (deljeno sa GPU) | 1 GB (deljeno sa GPU) | 1 GB (deljeno sa GPU) | 512 MB (deljeno sa GPU) | 512 MB (deljeno sa GPU) |
| USB 2.0 ports        | 1 (direct from BCM2835 chip) | 1 (direct from BCM2835 chip) | 2 (via the on-board 3-port USB hub) | 4 (via the on-board 5-port USB hub) | 4 (via the on-board 5-port USB hub) | 4 (via the on-board 5-port USB hub) | 1 (direct from BCM2835 chip) | 1 Micro-USB (direct from BCM2835 chip) |
| Video ulaz           | 15-pin Mobilna Industrija Procesorskih Interfejsa\|MIPI kamera interfejs (CSI) konektor, korišćen sa Raspberry Pi kamerom ili Raspberry Pi NoIR kamera | 15-pin Mobilna Industrija Procesorskih Interfejsa\|MIPI kamera interfejs (CSI) konektor, korišćen sa Raspberry Pi kamerom ili Raspberry Pi NoIR kamera | 15-pin Mobilna Industrija Procesorskih Interfejsa\|MIPI kamera interfejs (CSI) konektor, korišćen sa Raspberry Pi kamerom ili Raspberry Pi NoIR kamera | 15-pin Mobilna Industrija Procesorskih Interfejsa\|MIPI kamera interfejs (CSI) konektor, korišćen sa Raspberry Pi kamerom ili Raspberry Pi NoIR kamera | 15-pin Mobilna Industrija Procesorskih Interfejsa\|MIPI kamera interfejs (CSI) konektor, korišćen sa Raspberry Pi kamerom ili Raspberry Pi NoIR kamera | 15-pin Mobilna Industrija Procesorskih Interfejsa\|MIPI kamera interfejs (CSI) konektor, korišćen sa Raspberry Pi kamerom ili Raspberry Pi NoIR kamera | 2× MIPI kamera interfejs (CSI) | |
| Video izlaz          | HDMI (rev 1.3 & 1.4), composite video (RCA jack) | TRRS jack) | HDMI (rev 1.3 & 1.4), composite video (RCA jack) | HDMI (rev 1.3 & 1.4), composite video (3.5 mm mobilni konektor (audio)\|TRRS jack) | HDMI (rev 1.3 & 1.4), composite video (3.5 mm mobilni konektor (audio)\|TRRS jack) | HDMI (rev 1.3 & 1.4), composite video (3.5 mm mobilni konektor (audio)\|TRRS jack) | DSI) za raw Liquid crystal display\|LCD panele,„Raspberry Pi Wiki, section screens”. Elinux.org. Приступљено 6 Maj 2012. Проверите вредност парамет(а)ра за датум: \|access-date= (помоћ) composite video                                                                | Mini-HDMI, 1080p60, composite video via GPIO |
| Audio ulaz           | As of revision 2 boards via I²S | As of revision 2 boards via I²S | As of revision 2 boards via I²S | As of revision 2 boards via I²S | As of revision 2 boards via I²S | As of revision 2 boards via I²S | As of revision 2 boards via I²S | As of revision 2 boards via I²S |
| Audio izlaz          | Analog via mobilni konektor (audio)\|3.5 mm moblini jack; digital HDMI i, as of revision 2 boards, I²S | Analog via mobilni konektor (audio)\|3.5 mm moblini jack; digital HDMI i, as of revision 2 boards, I²S | Analog via mobilni konektor (audio)\|3.5 mm moblini jack; digital HDMI i, as of revision 2 boards, I²S | Analog via mobilni konektor (audio)\|3.5 mm moblini jack; digital HDMI i, as of revision 2 boards, I²S | Analog via mobilni konektor (audio)\|3.5 mm moblini jack; digital HDMI i, as of revision 2 boards, I²S | Analog via mobilni konektor (audio)\|3.5 mm moblini jack; digital HDMI i, as of revision 2 boards, I²S | Analog, HDMI, I²S | Mini-HDMI, stereo audio PWM on GPIO |
| Skladište            | SD / MultiMediaCard\|MMC / SDIO card slot (3.3 V with card power only) | MicroSDHC slot | SD / MultiMediaCard\|MMC / SDIO card slot | MicroSDHC slot | MicroSDHC slot | MicroSDHC slot | 4 GB eMMC flash memory chip; | MicroSDHC |
| Mreža                | None | None | 10/100 Mbit/s Ethernet (8P8C) USB adapter on the USB hub | 10/100 Mbit/s Ethernet (8P8C) USB adapter on the USB hub | 10/100 Mbit/s Ethernet (8P8C) USB adapter on the USB hub | 10/100 Mbit/s Ethernet 802.11n wireless Bluetooth 4.1 | None | |
| Low-level periferije | GPIO prateće, koje mogu biti korišćene GPIO: Univerzalni asinhroni prijemnik/predajnik\|UART, I²C bus, Serial Peripheral Interface Bus\|SPI bus sa dva chipa selects, I²S audio +3.3 V, +5 V, ground„Raspberry Pi GPIO Connector;”. Elinux.org. Приступљено 6. 5. 2012.</ref> | GPIO i iste specifične funkcije, i HAT ID bus | GPIO prateće, koje mogu biti korišćene GPIO: Univerzalni asinhroni prijemnik/predajnik\|UART, I²C bus, Serial Peripheral Interface Bus\|SPI bus with two chip selects, I²S audio +3.3 V, +5 V, ground. An additional 4× General Purpose Input/Output\|GPIO su dostupni na P5 pad ako je korisnik spreman da napravi sigurne konekcije | 17× General Purpose Input/Output\|GPIO i iste specifične funkcije, i HAT ID bus | 17× General Purpose Input/Output\|GPIO i iste specifične funkcije, i HAT ID bus | 17× General Purpose Input/Output\|GPIO i iste specifične funkcije, i HAT ID bus | GPIO, neke od kojih mogu biti korištene za specifične funkcije uključujući I²C, Serial Peripheral Interface Bus\|SPI, Univerzalni asinhroni prijemnik/predajnik\|UART, pulse-code modulation\|PCM, pulse-width modulation\|PWM                                           | GPIO ("unpopulated header") |
| Napajanje            | 300 mA (1.5 W) | 200 mA (1 W) | 700 mA (3.5 W) | 600 mA (3.0 W) | 800 mA (4.0 W) | 800 mA (4.0 W) | 200 mA (1 W) | ~160 mA (0.8 W) |
| Izvor Napajanja      | 5 V via MicroUSB or GPIO header | 5 V via MicroUSB or GPIO header | 5 V via MicroUSB or GPIO header | 5 V via MicroUSB or GPIO header | 5 V via MicroUSB or GPIO header | 5 V via MicroUSB or GPIO header | 5 V via MicroUSB or GPIO header | 5 V via MicroUSB or GPIO header |
| Veličina             | 85,60 mm × 565 mm (3,370 in × 22,244 in), ne uključuje protruding konektore | 65 mm × 565 mm × 10 mm (2,56 in × 22,24 in × 0,39 in), isto kao HAT board | 85,60 mm × 565 mm (3,370 in × 22,244 in), ne uključuje protruding konektore | 85,60 mm × 565 mm (3,370 in × 22,244 in), ne uključuje protruding konektore | 85,60 mm × 565 mm (3,370 in × 22,244 in), ne uključuje protruding konektore | 85,60 mm × 565 mm (3,370 in × 22,244 in), ne uključuje protruding konektore | 67,6 mm × 30 mm (2,66 in × 1,18 in) | 65 mm × 30 mm × 5 mm (2,56 in × 1,18 in × 0,20 in) |
| Težina               | 45 g (1,6 oz) | 23 g (0,81 oz) | 45 g (1,6 oz) | 45 g (1,6 oz) | 45 g (1,6 oz) | 45 g (1,6 oz) | 7 g (0,25 oz) | 9 g (0,32 oz) |
| Konzola              | Micro-USB kabal ili serijski kabal sa opcionim GPIO power konektori | Micro-USB kabal ili serijski kabal sa opcionim GPIO power konektori | Micro-USB kabal ili serijski kabal sa opcionim GPIO power konektori | Micro-USB kabal ili serijski kabal sa opcionim GPIO power konektori | Micro-USB kabal ili serijski kabal sa opcionim GPIO power konektori | Micro-USB kabal ili serijski kabal sa opcionim GPIO power konektori | Micro-USB kabal ili serijski kabal sa opcionim GPIO power konektori | |
|                      | Model A | Model A+ | Model B | Model B+ | Raspberry Pi 2 Model B | Raspberry Pi 3 Model B | Compute Module | Zero |

* - svi interfejsi su via 200-pin DDR2 SO-DIMM konektor.

### Opšte namene input-output (GPIO) konektori
RPi A+, B+, 2B i Zero GPIO J8 40-pin pinout., Model 3 ima 40 pinova takođe,ali neko još mora da potvrdi da je raspored pinova isti kao i kod svojih prethodnika. Modeli A i B imaju samo prvih 26 pinova.
| GPIO#                            | 2nd func.  | Pin# |  | Pin# | 2nd func.   | GPIO#  |
| -------------------------------- | ---------- | ---- |  | ---- | ----------- | ------ |
|                                  | +3.3 V     | 1    |  | 2    | +5 V        |        |
| 2                                | SDA1 (I2C) | 3    |  | 4    | +5 V        |        |
| 3                                | SCL1 (I2C) | 5    |  | 6    | GND         |        |
| 4                                | GCLK       | 7    |  | 8    | TXD0 (UART) | 14     |
|                                  | GND        | 9    |  | 10   | RXD0 (UART) | 15     |
| 17                               | GEN0       | 11   |  | 12   | GEN1        | 18     |
| 27                               | GEN2       | 13   |  | 14   | GND         |        |
| 22                               | GEN3       | 15   |  | 16   | GEN4        | 23     |
|                                  | +3.3 V     | 17   |  | 18   | GEN5        | 24     |
| 10                               | MOSI (SPI) | 19   |  | 20   | GND         |        |
| 9                                | MISO (SPI) | 21   |  | 22   | GEN6        | 25     |
| 11                               | SCLK (SPI) | 23   |  | 24   | CE0_N (SPI) | 8      |
|                                  | GND        | 25   |  | 26   | CE1_N (SPI) | 7      |
| (RPi 1 Models A and B stop here) |            |      |  |      |             |        |
| EEPROM                           | ID_SD      | 27   |  | 28   | ID_SC       | EEPROM |
| 5                                | N/A        | 29   |  | 30   | GND         |        |
| 6                                | N/A        | 31   |  | 32   |             | 12     |
| 13                               | N/A        | 33   |  | 34   | GND         |        |
| 19                               | N/A        | 35   |  | 36   | N/A         | 16     |
| 26                               | N/A        | 37   |  | 38   | Digital IN  | 20     |
|                                  | GND        | 39   |  | 40   | Digital OUT | 21     |

Model B rev. 2 also has a pad (called P5 on the board and P6 on the schematics) of 8 pins offering access to an additional 4 GPIO connections.
| Function | 2nd func. | Pin# |  | Pin# | 2nd func.  | Function |
| -------- | --------- | ---- |  | ---- | ---------- | -------- |
| N/A      | +5 V      | 1    |  | 2    | +3.3 V     | N/A      |
| GPIO28   | GPIO_GEN7 | 3    |  | 4    | GPIO_GEN8  | GPIO29   |
| GPIO30   | GPIO_GEN9 | 5    |  | 6    | GPIO_GEN10 | GPIO31   |
| N/A      | GND       | 7    |  | 8    | GND        | N/A      |

Models A i B obezbeđuju GPIO pristup ACT statusu LED korišćenjem GPIO 16.
Models A+ i B+ obezbeđuju GPIO pristup ACT statusu LED korišćenjem GPIO 47,i statusu napajanja LED korišćenjem GPIO 35.

## Literatura
- Raspberry Pi For Dummies; Sean McManus and Mike Cook; 432 pages; 2013;  978-1-118-55421-0.
- Getting Started with Raspberry Pi; Matt Richardson and Shawn Wallace; 176 pages; 2013;  978-1-4493-4421-4.
- Raspberry Pi User Guide; Eben Upton and Gareth Halfacree; 312 pages; 2014;  978-1-118-92166-1.
- Hello Raspberry Pi!; Ryan Heitz; 320 pages; 2016;  978-1-61729-245-3.
- Getting Started with Wolfram Language and Mathematica for Raspberry Pi; Agus Kurniawan; 73 pages; 2016; ISBN B01BON8NCI.

## Spoljašnje veze
- Званични веб-сајт
- Raspberry Pi Wiki, supported by the RPF
- The MagPi newsletter
- Raspberry Pi gpio pinout
- Raspberry Pi component map
- ARM1176JZF-S (ARM11 CPU Core) Technical Reference Manual, ARM Holdings.